# Алмас
Алмас е името на предполагаемо същество, живеещо в района на Монголия, Непал, Памир, Кавказ и планината Алтай. На монголски името на съществото означава „див човек“. Най-ранното писмено сведение за Алмас е от дневника на баварския благородник Ханс Шилтберг и датира от 1420 година. Тогава той бил пленник на монголите, които го завели при своя владетел. На път за там те минали покрай Тиеншан и там Ханс видял дивите хора.
| „ | В самата планина живеят диваци, които нямат нищо общо с другите човеци от региона. Цялото им тяло е в козина с изключение на ръцете и лицата им. Те бродят из хълмовете като животни и се хранят с треви, плодове и листа. | “ |

В Монголия тези „диви хора“ са познати от XVIII век. От този период датира и един ръкопис по естествена история, в който са описани всякакви реално съществуващи животни и в него има описание на Алмас. Вътре е описано също, че месото от Алмас е полезно и лековито, което подсказва, че местните монголци не са приемали Алмас, като човешко същество. За лечебните свойства на месото пишат и тибетските монаси.
Според Николай Овчаров хан, носещ името Алмас, е владетелят на Волжка България, приел исляма от след военен съюз с арбаския халиф Муктадар. През 922 г. той обединява отделните племена и създава Волжко-Камска България в битки с хазарите. Малко след това киевският княз Светослав Игоревич слага край на хазарската държава. 